# رسلمانیا ۲۴
رِسِلمانیا ۲۴ (به انگلیسی: WrestleMania 24 یا WrestleMania XXIV) بیست و چهارمین دوره از رویداد غیر رایگان (Pay-Per-View) رسلمانیا می‌باشد که توسط کمپانی دبلیودبلیوئی برای برَند های راو و اسمک‌دَون و ای سی دابلیو تهیه می‌شود و این دوره اش هم در ۳۰ مارس ۲۰۰۸ در ورزشگاه کمپینگ ورلد در شهر اورلاندو در ایالت فلوریدا برگزار شد.

## زمینه سازی
رسلمانیا به عنوان بهترین رویداد سالانه دبلیودبلیوئی و نماد این کمپانی معرفی می‌شود؛ چرا که قدیمی ترین و دارای بیشترین تعداد برگزاری در تاریخ کشتی حرفه‌ای و در دبلیودبلیوئی از نظر اهمیت برابر سوپر بول در ورزش لیگ فوتبال ملی در کشور آمریکا است. این رویداد شامل مسابقاتی بین دشمنی‌های موجود، ماجراهای پیش آمده و داستان‌هایی خواهد بود که پیش از این در برنامه‌های راو یا اسمک داون پخش شده بود. کشتی‌گیرها با توجه به مسابقات یا سری اتفاقاتی که برایشان رخ می‌دهد، تنش را به حد اکثر می‌رساند و نقش منفی یا قهرمان به خود می‌گیرند.

## نتایج

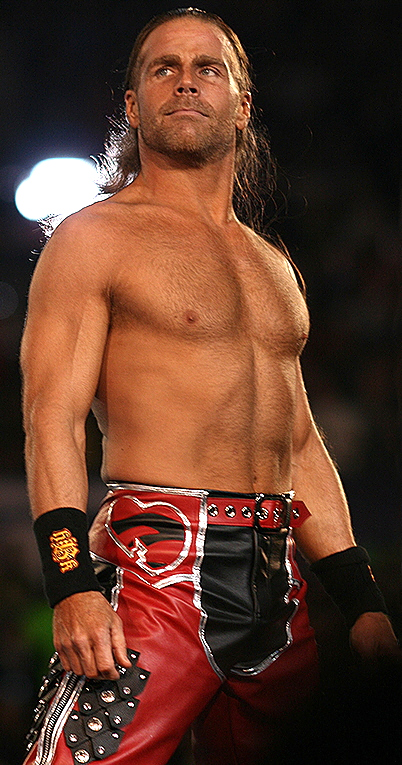
یکی از شرکت کنندگان در رویداد رِسِلمانیا ۲۴

| #                                                     | مسابقه                                                                                              | نوع مسابقه                                                                    | مدت زمان |
| ----------------------------------------------------- | --------------------------------------------------------------------------------------------------- | ----------------------------------------------------------------------------- | -------- |
| ۱                                                     | کین پیروز در این رقابت با حذف آخرین نفر یعنی مارک هنری                                              | مسابقه بتل رویال ۲۴ نفره برای تعیین مدعی شماره یک قهرمانی کمربند ای سی دابلیو | ۶:۲۲     |
| ۲                                                     | جان برادشاو لیفیلد پیروز در مقابل فینلای( با همراهی هورنسواگل)                                      | درگیری بلفاست                                                                 | ۸:۴۳     |
| ۳                                                     | سی ام پانک پیروز در مقابل شلتون بنجامین و کریس جریکو و کارلیتو و ام وی پی و مستر کندی و جان موریسون | مسابقه مانی این د بنک                                                         | ۱۵:۱۲    |
| ۴                                                     | باتیستا (اسمک داون) پیروز در مقابل اوماگا(راو)                                                      | مسابقه تک نفره                                                                | ۷:۰۳     |
| ۵                                                     | کین پیروز در مقابل چاوو گوئررو (c)                                                                  | مسابقه تک نفره برای قهرمانی کمربند ای سی دابلیو                               | ۰۰:۱۱    |
| ۶                                                     | شاون مایکلز پیروز در مقابل ریک فلر                                                                  | مسابقه پایان کریر ( اگر ریک فلر شکست بخورد باید از کشتی حرفه ای خداحافظی کند) | ۲۰:۳۴    |
| ۷                                                     | بث فینیکس و ملینا (با همراهی سانتینو مارلا) پیروز در مقابل ماریا و اشلی                             | مسابقه تگ تیم                                                                 | ۵:۰۰     |
| ۸                                                     | رندی اورتون (c) پیروز در مقابل تریپل اچ و جان سینا                                                  | مسابقه تریپل ترت برای قهرمانی کمربند دبلیودبلیوئی                             | ۱۴:۱۰    |
| ۹                                                     | فلوید مانی می ودر پیروز در مقابل بیگ شو با ناک اوت                                                  | مسابقه بدون رد صلاحیت                                                         | ۱۱:۴۰    |
| ۱۰                                                    | آندرتیکر پیروز در مقابل اج (c) با تسلیم فنی                                                         | مسابقه تک نفره برای قهرمانی کمربند سنگین وزن جهان                             | ۲۴:۰۳    |
| - (c) – نشان‌دهنده قهرمان(هایی) است که به میدان می‌روند | |                                                                               |          |